# فرانسیس، دوک تک
فرانسیس، دوک تک (انگلیسی: Francis, Duke of Teck؛ ۲۸ اوت ۱۸۳۷ – ۲۱ ژانویهٔ ۱۹۰۰) نظامی و اشرافزاده اهل پادشاهی متحد بریتانیای کبیر و ایرلند با اصالت اتریشی بود. او پدر ماری تک و نتیجتاً پدر مادربزرگ الیزابت دوم، ملکه سابق بریتانیا، بود.